# 191. rezervní divize (Wehrmacht)
191. rezervní divize (německy 191. Reserve-Division) byla pěší divize německé armády (Wehrmacht) za druhé světové války.

## Historie
Divize byla založena 1. října 1942 a umístěna do okupované Francie. Ve Francii byla 191. rezervní divize 1. února 1944 přeskupena a přejmenována na 49. pěší divizi.